# James Whyte
Pour les articles homonymes, voir Whyte.
James "Jamie" Whyte, né en 1961, est un pilote de rallyes zimbabwéen.

## Palmarès
- Double Champion d'Afrique des rallyes (ARC), en 2009 et 2010, sur Groupe A Subaru Impreza N10 (copilote Philip Archenoul);

## 5 victoires en ARC
- Rallye de Tanzanie (Kobil): 2009 et 2010;
- Rallye d'Ouganda: 2010;
- Rallye du Zimbabwe: 2010;
- Rallye Safari du Kenya: 2011 (et 4e du classement général IRC);
  - 2e du rallye de Tanzanie en 2011;
  - 2e du rallye de Zambie en 2011;
  - 2e du rallye du Zimbabwe en 2011;
  - 3e du rallye (Sasol) d'Afrique du Sud en 2011 (14e au général IRC);
  - 7e du rallye safari du Kenya en 2006 (sur Mitsubishi Lancer Evo VI):
  - 8e du rallye (Total) d'Afrique du Sud en 2005 (sur Mitsubishi Lancer Evo VI).